# Heleophryne purcelli
Heleophryne purcelli är en groddjursart som beskrevs av Sclater 1898. Heleophryne purcelli ingår i släktet Heleophryne och familjen Heleophrynidae. IUCN kategoriserar arten globalt som livskraftig. Inga underarter finns listade i Catalogue of Life.